# Чернобуз медосмукач
Чернобуз медосмукач (Melithreptus gularis) е вид птица от семейство Meliphagidae.

## Разпространение
Видът е разпространен в Австралия.